# Thripomorpha vockerothi
Thripomorpha vockerothi is een muggensoort uit de familie van de Scatopsidae. De wetenschappelijke naam van de soort is voor het eerst geldig gepubliceerd in 1969 door Cook.